# Poda de formación
La poda de formación de la estructura debe realizarse cuando el árbol es joven con el fin de establecer un tronco fuerte y con ramas.
estructurales suficientemente robustas, por lo general orientadas hacia el exterior en todas direcciones y adecuadamente espaciadas a lo largo . del tronco, formando futuramente el esqueleto del árbol adulto. De esta manera los árboles jóvenes correctamente formados desarrollan una estructura resistente y con menores necesidades de poda correctora a mesura que se haga adulto. Esta resistencia estructural vendrá dada por la grandaria relativa y el diámetro de las ramas, por sus ángulos de inserción y por el espaciamiento entre ellas. Si es necesario se tendrá que efectuar esta poda de formación en diferentes ocasiones con tal de no superar en ninguna de las ocasiones la eliminación de un 25% del follaje.
- Datos: Q6081202